# 요자령
요자령(중국어: 姚子羚, 병음: Yiu Tsz Ling, 1980년 11월 21일 ~ )은 홍콩의 배우이다.